# Fluorescenčna spektroskopija
Fluorescénčna spektroskopíja (tudi fluorometrija ali spektrofluorometrija) je vrsta elektromagnetne spektroskopije, pri kateri se analizira fluorescenčni odziv vzbujenega vzorca. Navadno se z uporabo snopa svetlobe vzbudi elektrone v molekulah in tako povzroči, da sevajo svetlobo (ne nujno v vidnem spektru). Fluorescenca se meri z fluorometri. Najpogostejša uporaba je v analizni kemiji za določanje vrste in količine prisotnih snovi. 

## Teorija
Atomi in molekule lahko zasedajo različne energijske nivoje. V ravnovesnem stanju navadno zasedajo najnižja energijska oz. elektronska stanja, ko pa so vzbujeni, preidejo v višja stanja (npr. iz n=1 v n=2). Vzbujena stanja so nestabilna in navadno traja le nekaj nanosekund, da se atomi/molekule vrnejo v osnovno stanje. Molekule imajo znotraj elektronskih nivojev še vibracijska in rotacijska stanja, katerih energijski prehodi pa so veliko ožji. Atome/molekule vzbudimo z elektromagnetnim valovanjem: molekula absorbira foton in elektron skoči v enega od vibracijskih nivojev v višjem elektronskem nivoju; na katerega, pa je odvisno od energije oz. od valovne dolžine vzbujevalnega EM valovanja.
Ker molekule med seboj trkajo, izgubljajo vibracijsko energijo in elektroni prehajajo v nižja vibracijska stanja višjega elektronskega nivoja. Pri prehodu med elektronskima nivojema pa se emitira foton. 
Ker je tako v osnovnem kot v vzbujenem stanju atomov/molekul možnih več vibracijskih stanj, so izsevane frekvence fotonov lahko različne. Z analizo teh frekvenc se lahko določi strukturo nivojev molekul, z analizo izsevanega spektra pa količino fluorescenčnih delcev v vzorcu. Atomi nimajo vibracijskih nivojev, zato je emitirana svetloba enake valovne dolžine kot vzbujevalna svetloba; ta proces re-emitiranja se imenuje resonančna flourescenca in ga lahko opazimo tudi pri molekulah. 

### Fluorescenca
Fotoluminicsenca je poimenovanje sevanja svetlobe iz poljubne snovi, ki se izseva pri prehodu iz vzbujenega v nižje elektronsko stanje. Deli se na fluorescenco in fosforescenco glede na način vzbujenega stanja.
Pri fluorescenci gre za vzbujeno singletno stanje, kjer ima par vzbujenega in ne-vzbujenega elektrona nasproten spin; prehod nazaj v osnovno stanje je dovoljen in se zgodi zelo hitro. Tipičen življenjski čas fluorescence je 10 ns. Pri fosforescenci pa gre za tripletno vzbujeno stanje: vzbujen in osnovni elektron imata enako obrnjen spin, prehod nazaj v osnovno stanje je prepovedan, zato so življenjski časi fosforescence tipično zelo dolgi (milisekunde ali sekunde). Razločevanje med fluorescenco in fosforescenco ni vedno očitno, saj obstajajo tudi snovi, ki imajo tako singletna kot tripletna stanja.

#### Fluorescenčne snovi
Energijski nivoji elektronov v kristalih so združeni v pasove z manjšimi energijskimi razmaki kot pri posameznih gradnikih in tako je omogočena fluorescenca v vidnem delu spektra. Podobno se ustvari tudi v nekaterih organskih snoveh, ki navadno vsebujejo sisteme dvojnih vezi ali aromatskih obročev. Te funkcionalne skupine molekul po njihovi lastnosti imenujemo flourofori (npr.: kinin, klorofil, fluorescin, rodamin, zeleni fluorescenčni protein - GFP). 
Molekulam, ki bi jih želeli opazovati, a same po sebi niso fluorescenčne, se lahko s kemijskimi postopki doda funkcionalno skupino, tako da tudi te oddajajo svetlobo. Pri načrtovanju spojine je treba paziti, da se njeno delovanje zaradi dodanega fluorofora čim manj spremeni. Celotna metoda je danes tako razvita, da je zares možno slediti posameznim molekulam in spremljati procese v realnem času.

### Diagram Jablonskega in Stokesov premik
Absorpcija in emisija elektromagnetnega valovanja sta kvantno-mehanska procesa, kjer se pojavijo diskretni energijski nivoji. Prehode med temi nivoji se shematsko prikaže z diagramom Jablonskega. La prikazuje različne fizikalne procese, ki se lahko zgodijo v vzbujenih stanjih atomov in molekul. Na vsakem energijskem nivoju imajo molekule lahko več vibracijskih stanj. Hitro lahko preidejo v najnižje vibracijsko stanje energijskega nivoja z notranjo konverzijo (internal conversion) oziroma termalizacijo, ki je posledica prekrivanja stanj. Tak proces poteče, še preden se izseva svetloba. Elektronu se lahko zamenja tudi smer spina, a ker so prehodi med singletnimi in tripletnimi stanji prepovedani, se to ne zgodi pogosto. Nekaj energije tudi izgubi na račun interakcij molekule s raztopino. 
Tipično je energija emisije manjša kot energija absorbcije - fluorescenca se navadno zgodi pri manjših energijah oziroma daljših valovnih dolžinah. Ta premik je Stokesov premik. Ker so fluorofori zelo občutljivi na svojo neposredno okolico, se lahko s Stokesovim premikom zlahka določa lego vezavnih točk na makromolekulah.
Še ena ključnih lastnosti fluorescence je, da izsevan spekter ni močno odvisen od valovne dolžine vzbujevalne svetlobe, saj se pri vzbuditvi v višja energijska in vibracijska stanja presežek energije hitro razgubi in molekula je spet v najnižjem vibracijskem nivoju. Seveda obstajajo izjeme.
Emisijskin in absorbcijski spekter sta praktično zrcala, saj oba spektra prikazujeta enake elektronske prehode in so si vibracijski nivoji v osnovnem in vzbujenem stanju podobni.

### Fluorescenčni življenjski čas in kvantni izkoristek
Najpomembnejši karakteristiki fluorofora sta kvantni izkoristek in čas flouresciranja.  Merilo za učinkovitost procesa je kvantni izkoristek Q (angl. quantum yield), definiran kot število izsevanih fotonov glede na število absorbiranih fotonov. Za značilne fluorescenčne vzorce zavzema vrednosti med 0,01 in 1 (snovi z večjimi kvantnimi izkoristki imajo svetlejše emisije). Izkoristek je vedno manjši od 100% zaradi Stokesovih izgub. Intenziteta fluorescence se lahko zmanjša zaradi različnih procesov, temu pravimo dušenje: trki z drugimi molekulami v raztopini, dušenje vzbujevalne svetlobe v fluoroforu ... Kvatni izkoristek je tako
{\displaystyle Q={\Gamma  \over (\Gamma +k_{nr})}},
kjer je z {\displaystyle \Gamma } označena hitrost emisije, s {\displaystyle k_{nr}} pa hitrost ne-sevalnega upadanja.
Čas, v katerem fluorofor interagira z okolico ali difundira, imenujemo življenjski čas fluoresciranja in ga označimo s {\displaystyle \tau }. Definiran je kot povprečni čas, ki ga molekula preživi v vzbujenem stanju, preden preide nazaj v osnovno. Življenjski čas je navadno okoli 10 ns, enak pa je 
{\displaystyle \tau ={1 \over (\Gamma +k_{nr})}}.
Intenziteta flourescence se lahko zmanjša zaradi različnih procesov, na primer ob stiku z drugimi molekulami v raztopini se deaktivira in preide v osnovno stanje, temu procesu pravimo zunanja konverzija (angl. external conversion). Takšni procesi pri meritvi življenjskih časov fluorescence omogočajo merjenje različnih dinamičnih procesov v raztopini ali v makromolekulah. Absorpcijski spekter ni odvisen od molekularne dinamike, emisijski pa je (dinamika molekul je počasnejša od absorpcijskega časa). Če sta denimo znana difuzijski koeficient {\displaystyle D} pri nekih določenih pogojih in življenjski čas fluorescenčnih označevalcev, lahko z Einsteinovo enačbo izračunamo povprečen kvadrat razdalje, ki jo molekula v tem času prepotuje
{\displaystyle \Delta x^{2}=2D\tau }.

### Fluorescenčna anizotropija
Meritve anizotropije se uporabljajo predvsem v biokemičnih aplikacijah fluorescence, saj posredujejo informacije o velikosti in obliki proteinov, togosti različnih molekul, fluidnosti membran, medsebojni interakciji med proteini, itd.
Meritve anizotropije so osnovane na principu fotoselektivnosti vzbujanja fluoroforov s polarizirano svetlobo. Fluorofori preferenčno absorbirajo fotone, katerih vektorji električnega polja so poravnani z dipolnim momentom fluorofora (le-ta je poravnan z osjo molekule). V izotropni raztopini so fluorofori orientirani naključno in če vzbujamo s polarizirano svetlobo, se večinsko vzbudijo tisti fluorofori, ki imajo os dipola poravnano s polarizacijo, posledica tega je delno polarizirana izsevana svetloba; emitira se namreč tudi svetloba polarizirana vzdolž osi fluorofora. Fluorescenčna anizotropija {\displaystyle r} in polarizacija  {\displaystyle P} sta definirani kot:
{\displaystyle P={(I_{vzporedno}-I_{pravokotno}) \over (I_{vzp}+2I_{pr})},~~~~~~r={(I_{vzp}-I_{pr}) \over (I_{vzp}+I_{pr})}}
Z {\displaystyle I_{vzp},~I_{pr}} smo označili intenziteti navpično in horizontalno polarizirane emisije, kadar je vzorec vzbujen z navpično polarizirano svetlobo. 
Izmerjeno anizotropijo zmanjšuje predvsem rotacijska difuzija, ki toliko zasuče fluorescenčne označevalce med njihovim življenjskim časom, da emisijski spekter ni več polariziran. Rotacijske difuzije lahko natančno merimo s fluorescentno anizotropijo in tako preučujemo interakcije med biološkimi makromolekulami.

### Resonančni prenos energije
Ta proces se zgodi, kadar se emisijski spekter fluorofora donorja prekriva z absorpcijskim spektrom druge molekule, akceptorja, ki ni nujno fluorescentna molekula. Gre za dipol-dipolno interakcijo, in ne za prenos fotona; ne pride do emisije fotona. Prenos energije je odvisen od razdalje med molekulama in ta proces lahko uporabimo kor 'spektroskopsko ravnilo' za merjenje razdalj v proteinih. 

## Merjenje fluorescence in spektroskopija
Spektroskopske metode odlično delujejo za raziskovanje vzorcev preproste sestave. Vzorec iz homogene snovi prispeva enak signal iz vsake točke, kar omogoči dovolj natančne meritve, učinkovito analizo in smiselno interpretacijo zbranih podatkov. Pri nehomogenih vzorcih, (na primer vsi biološki sistemi), pa spektroskopija postane težje razumljiva. Iz posameznih predelov vzorca prihajajo različne informacije, ki se med seboj seštejejo ali izpovprečijo v skupen spekter, ki ga zaznamo z detektorjem. Razstavljanje signala na posamezne komponente je težaven in velikokrat nemogoč proces, interpretacija rezultatov, od kod prihaja posamezni prispevek spektra, pa lahko zahteva veliko kontrolnih poskusov.
V prejšnem stoletju se je razvilo mnogo spektroskopskih metod, s katerimi raziskujejmo fizikalne in kemične lastnosti snovi. Le-te se določa iz interakcije gradnikov z elektromagnetnim valovanjem, natančneje iz spektra absorbirane (sprejete), oddane (emitirane) ali sipane svetlobe. Glede na namen se uporablja valovanje v ustreznem območju valovnih dolžin, od gama in rentgenskih žarkov, ultravijolično, vidno in infrardečo svetlobo pa tudi mikro- in radijske valove. Vsaka metoda posreduje svoje informacije in doda delec znanja.

### Načina fluorescenčne meritve
Fluorescentne meritve lahko grobo razdelimo na dve veji. Prvo, t.i. steady-state, ko imamo konstantno osvetljevanje in opazovanje; vzorec je osvetljen s konstantnim snopom svetlobe in intenziteta ali spekter emisije je izmerjen. Večina meritev je tega tipa, zaradi kratkega življenskega časa fluorescence (ns). 
Drugi tip meritev je t.i. time-resolved , in je v uporabi za merjenje upadnja intenzitete ali anizotropije. Vzorec je izpostavljen sunku svetlobe, ki je navadno krajši od razpadnega časa vzorca. Upad intenzitete je posnet s high-speed detekcijskim sistemom, ki omogoča merjenje intenzitete in anizotropije v nanosekundni časovni skali. Praktično gledano je steady-state meritev le povprečenje time-resolved meritev čez upad intenzitete v vzorcu. 

### Instrumenti in postavitev poskusa
Fluorescenco merimo z optičnim sistemom, s t.i. spektrofluorometrom, ki omogoča analizo izsevane fluorescence. Z njimi lahko merimo tako absorbcijski kot emisijski spekter. Emisijski spekter je porazdelitev intenzitete izsevane svetlobe po valovni dolžini, pri posamezni valovni dolžini vzbujevalne svetlobe.
Optični sistem je sestavljen iz svetila, ki vzbuja fluorescenco, monokromatorja (uklonske mrežice) ali filtrov, ploščice z vzorcem, delilca žarkov (beam splitter) in detektorja. Za merjenje anizotropije lahko dodamo še polarizatorje.
Filtri omogočajo izbiro valovne dolžine vzbujevalne svetlobe, ki na vzorcu povzroči fluorescenco, sekundarni filter pa omogoča merjenje posamezne valovne dolžine izsevane svetlobe. S pravo postavitvijo, lahko z eno uklonsko mrežico analiziramo vpadno in izsevano svetlobo.
Svetoba od izvora najprej potuje skozi primerni vzbujevalni filter, ki prepusti le pas valovnih dolžin okoli vrha absorpcijskega spektra ciljnega fluorofora. Ko pade svetloba na vzorec, je večina potuje skozi, nekaj se je odbije od stekla ali siplje v vzorcu, del pa je absorbirajo fluorofori in nato pri daljši valovni dolžini izsevajo v vse smeri. Fluorescenčno svetlobo najlaže zaznamo, če prepuščena in sipana vzbujevalna svetloba ne moti opazovanja. Vzbujevalno svetlobo najlažje od fluorescence ločimo z dvobarvnimi (dichroic) zrcali, ki zaradi stopničaste karakteristike prepustijo nek del spektra in odbijejo drug del spektra - tako se loči običajno krajšo valovno dolžino vzbujevalne svetlobe in daljšo valovno dolžino fluorescence. 
Za vzbujanje fluorescence je običajna luč mikroskopa prešibka, zato se uporabljajo močnejši izvori svetlobe: laserji, svetleče diode, živosrebrne ali ksenonskeluči. Za vpadni spekter enakomerne intenzitete v območju 300 – 800 nm uporabljamo ksenonsko žarnico. Pri osvetljevanju bioloških sistemov je ustrezna jakost svetlobnega toka zelo pomembna. Če je vzbujevalne svetlobe premalo, je šibko izsevano svetlobo težko zaznati, pri premočnem vzbujanju pa slika zopet zbledi, saj je v goriščni ravnini naenkrat več fluoroforov tako v vzbujenem kot v osnovnem stanju. Dodatni fotoni v tem delu ne najdejo ustreznega prejemnika energije, signal iz neželenih predelov pa še vedno narašča in zmanjšuje kontrast slike. Če se jakost svetlobe še povečuje, pa se fluorofori trajno uničijo (razpad funkcionalne skupine povzroči absorpcija drugega fotona, medtem ko je elektron že v vzbujenem stanju). Molekula, ki preide iz vzbujenega singletnega v vzbujeno tripletno stanje, lahko z molekulami v okolici tvori nove stabilne kovalentne vezi, s čimer izgubi sposobnost fluorescence. Običajno želimo opazovati le izbrano vrsto molekul, zato vzorec osvetlimo le z ustreznim delom spektra svetila (oz. izberemo pravi laser).
Za detektor se navadno uporabljajo CCD kamere, fotodiode ali fotopomnoževalke. Spektralni razpon detektorja je pogojen s tipom fotodiod, tako za merjenje izsevane fluorescenčne svetlobe izberemo takšnega, ki omogoča merjenje svetlobe pri valovni dolžini, kjer fluorescira vzorec.

### Analiza spektralnih podatkov
Fluorescenčna intenziteta bo v splošnem sorazmerna koncentraciji fluorescenčnih označevalcev, če je le ta dovolj majhna (da je zveza še linearna), pri večjih koncentracijah pride do reabsorbcije fluorescenčne svetlobe – k temu prispevajo druge molekule, ki absorbirajo svetlobo v območju, kjer fluorofori sevajo, ali pa pride do večkratnega absorbiranja in sevanja in to kvari spekter. Če je koncentracija fluoroforov prevelika lahko zaradi reabsorbcije celo napačno presodimo, da vzorec ni fluorescenten. Pri meritvah je treba upoštevati tudi druge pojave, ki kvarijo meritve. Faktorji, ki kvarijo signal so lahko povezani z optičnim sistemom, oziroma merilno napravo, ali pa z vzorcem, katerega se meri.

#### Instrumentalne napake
Izvor svetlobe s katerim osvetljujemo se s časom spreminja. Intenziteta in spekter se med meritvijo in med posameznimi meritvami spreminjata. Zaradi tega se ponavadi svetlobo iz svetila z delilnikom žarkov razdeli na dve veji. En žarek vzbuja fluorescenco, drugi žarek pa uporabljamo kot referenco. Zaradi tega ponavadi potrebujemo tudi dva detektorja. Ker optični elementi niso idealni, moramo upoštevati tudi popravke le-teh, npr.: majhna prepustnost monokromatorja za valovne dolžine, ki jih ne želimo, prepustnost varira tudi glede na valovno dolžino in polarizacijo svetlobe. Zaradi staranja detektorja se spreminja njegov kvantni izkoristek in njegov odziv na različne valovne dolžine. Upoštevati je potrebno tudi optične lastnosti drugih optičnih elementov ter kivete ali celice, oziroma posode z vzorcem. Za ta namen je primerno kvarčno steklo, saj prepušča svetlobo od 200 do 2500-3500 nm, torej interval, kjer se ponavadi opazuje fluroscenco. Paziti je treba tudi pri geometrijski postavitvi detektorja; v izogib prepuščene svetlobe je pri visokih koncentracijah fluoroforov potrebno tudi upoštevati, da se fluorescenca vzorca vzolž vpadne svetlobe razlikuje s pozicijo. Občutljivost detektorja (fotopomnoževalk) je odvisna od temnega toka, ki je odvisen od temperature, zaradi česar je detektor za natančne meritve in izbolšanje SNR-ja potrebno hladiti. Temu se lahko izognemo tudi z uporabo stroboskopa, kot svetlobnega izvora. Velika intenziteta bliskov povzroči močnejšo fluorcenco in izbolšanje SNR-ja. V ta namen ne moremo uporabljati kontinuiranih izvorov velike intenzitete, saj pride do fotodekompozicije fluroforov.

#### Napake vzorca
Fluorescenca vzorca se s časom manjša zaradi fotodekompozicije fluroforov (bleaching), kar pomeni da se zaradi dolgoživega tripletnega stanja število molekul, ki fluorescirajo, manjša. Če uporabljamo kvantne pike, do tega pojava ne pride. Do detektorja pride tudi svetloba, ki se od vzorca siplje. Moteče sipane svetlobe največ pride od Rayleighovega sipanja in Ramanovega sipanja. 

### Novejše metode
V zadnjih letih je napredek tehnologije omogočil nove uporabe fluorescence. Novejše metode so kratko opisane spodaj.

#### Večfotonsko vzbujanje
Dvo- ali več-fotonsko vzbujevanje in večfotonska mikroskopija je ena od novejših metod. Fluorescenca je običajno posledica absorbcije posameznega fotona z valovno dolžino v absorpcijskem pasu fluorofora. Pulzni laserji s femtosekundimi pulzi pa lahko vzbudijo fluorofore z dvo-fotonsko absorpcijo. Če je laserska intenziteta dovolj velika, lahko fluorofor absorbira dva fotona hkrati – imamo vzbujeno singletno stanje (zgodi se zgolj v točki laserskega žarka, saj potrebne visoke intenzitete) – lokalizirana eksitacija. Femtosekundni laserji so v kratkem postali bolj dostopni; ena od možnih uporab je kombinacija z mikroskopijo, v t.i. fluorescenčna mikroskopija. Pri fluorescenčni mikroskopiranju lahko slikamo v goriščni ravnini mikroskopa in se znebimo distorcije slike zaradi fluorescence na drugih mestih (nad ali pod goriščno ravnino).

#### Fluorescenčna korelacijska spektroskopija
Je bazirana na kratkotrajnih fluktuacijah v majhnem opazovanem volumnu (femtoliter). Visoko občutljiva metoda, ker opazujemo oz. merimo le nekaj fluoroforov naenkrat; in je ne moremo izvajati če je vzorec preveč koncentriran, saj se opazuje se fluktuacije intenzitete v odvosnosti od časa (manj fluoroforov pomeni več fluktuacij in več fluoroforov manjše fluktuacije in bolj konstantno povprečje). Fluktuacije so odvisne od difuzije fluoroformov; intenziteta se hitreje poveča ali zmanjša, če je difuzija večja. Amplituda in hitrost fluktuacij sta uporabljeni za izračun korelacijske funkcije (višina krivulje je obratno sorazmerna povprečnemu številu opazovanih fluoroformov, difuzijski koeficient pa določa pozicija krivulje na časovni osi). 

#### Detekcija posamezne molekule
Opazovanje posameznih molekul je najvišja možna občutljivost meritev. Lasersko vzbujanje skozi objektiv mikroskopa, premikanje vzorca in konfokalna optika, ki blokira neželjene signale. 

## Uporaba
Fluorescenčna spektroskopija je eno osnovnih raziskovalnih orodij v biokemiji in biofiziki, biologiji; v zadnjih tridesetih letih se je namreč uporaba fluorescence v bioloških raziskavah znatno povečala in se na veliko uporablja v biotehnologiji, medicinski diagnostiki, genski analizi, citometriji, DNA sekvenciranju, forenziki, ipd.
Meritve pri tej vrsti spektroskopije nam podajo širok spekter informacij o molekularnih procesih, interakcijah molekul s fluorofori, rotacijski difuziji biomolekul, vezavne interakcije, razdalje med biomolekulami, še posebej pomembne so raziskave na živih celicah in tkivih, kot recimo ločevanje malignih in benignih kožnih tumorjev (fluorescenčni spekter je namreč občutljiv na fizično karakteriskiko celic – na njeno strukturo in urejenost proteinov).
Novosti v tehnologiji celičnega slikanja in detekcije posameznih molekul še naprej razširajo uporabo FS, ki tako prispeva k hitremu razvoju v biotehnologiji in nanotehnologiji.